# Jan Karel Liebich
Jan Karel Liebich, rodným jménem Johann Carl Liebich, v divadelních programech psán také Kaspar Liebich (5. srpna 1773, Mohuč, Porýní – 21. prosince 1816, Praha) byl německý divadelní herec, režisér a ředitel Stavovského divadla v Praze.

## Životopis
Byl synem tanečního mistra, činného na knížecím biskupském dvoře v Pasově, kde poprvé veřejně vystoupil se souborem Rolandsche Theaterges jako Appiani ve hře Emilia Galotti. V roce 1790 jej kníže-biskup Josef František z Auerspergu angažoval do pasovského divadla, které řídil principál Schopf, který Liebichovi také dával hodiny herectví.
V roce 1794 se Liebich vydal na dráhu kočovného herce. Hrál postupně v Lublani, ve Vídni, v Klagenfurtu, opět v Lublani a v sezóně 1797–1798 v Pasově.
V roce 1798 ho divadelní principál Andreas Joseph Schopf na doporučení pasovského biskupa Leopolda Thun-Hohensteina jmenoval hercem a režisérem pražského Stavovského divadla. Do Prahy Liebich přicestoval s manželkou Johannou a od roku 1806 se stal nájemcem i ředitelem Stavovského divadla. Nájemcem divadla se stal po úmrtí předchozího ředitele Domenica Guardasoniho († 1806) a byl jím až do své náhlé smrti v prosinci 1816. V roce 1812 odmítl odejít do vídeňského Hofburgtheateru.
Jako divadelní ředitel přestal uvádět ve Stavovském divadle české hry, do té doby zde, navzdory stížnostem německého publika uváděné, dokonce ustoupil i od uvádění italských oper a upřednostňoval především německé zpěvohry. Podařilo se mu zmodernizovat výpravu uváděných představení, povznesl činohru na úroveň opery. Angažoval hudebního skladatele Carla Mariu von Webera.
Jeho působení Němci hodnotili jako rozkvět pražské německé scény, která se dostala mezi přední a nejuznávanější v celé německy mluvící oblasti Evropy. V repertoáru pěstoval díla Fridricha Schillera, J. W. Goetha, také dramata současníků Augusta Wilhelma Ifflanda a Augusta von Kotzebue. Mezi herci byl oblíbený také proto, že dbal na zvýšení jejich společenského postavení a založil penzijní fond.
Jako herec hrál především role slušných šlechtických nebo buržoazních otců (např. ve hře Nový Proteus). Jeho představení se vyznačovala vlídným humorem, suverénním rozvojem postavy a vtipnými, trefnými extempore.
Od roku 1803 byl ženatý s herečkou Johannou Wimmerovou-Liebichovou (* 1776), která se po jeho smrti provdala za zpěváka Johanna Augusta Stögera a převzala vedení divadla i s divadelním podnikatelským oprávněním s tím, že si musí přibrat zkušenějšího společníka.

## Vánoční stromeček
V českých zemích se Liebich nejvíce proslavil tím, že jako první v Praze překvapil své přátele na Vánoce 1812 ozdobeným vánočním stromečkem, postaveným v jeho libeňském zámečku Šilboch.